# Лёд Ic
Лёд Iс — метастабильная кубическая кристаллическая разновидность водного льда. Атомы кислорода в его кристаллической решётке расположены как в решётке алмаза. Лёд Iс обычно получают при температурах в диапазоне от −133 °C до −123 °C (130—150 K), и он остается устойчивым до −73 °C (200 K), но при дальнейшем нагреве переходит в лёд Ih. Есть несколько способов получения льда Iс: посредством конденсации водяного пара при стандартном давлении и температурах ниже −80 °C, из мелких капель (около 6 мкм диаметром) и температуре ниже −38 °C, или из модификаций льда высоких давлений — понижая в них давление при температуре 77 K.
Лёд Iс изредка встречается в верхних слоях атмосферы.
При атмосферном давлении плотность льда Iс составляет 0,92 г/см³.
Лёд Iс может существовать в метастабильном состоянии при температурах ниже ~100 K и диапазоне давлений от атмосферного до примерно 5 ГПа. При атмосферном давлении и температуре выше −113 °C (160 K) он необратимо трансформируется в лёд Ih.
В 2020 году группа учёных из Института прикладной физики имени Нелло Каррары (Сесто-Фьорентино, Италия), а также Кристоф Зальцман из Университетского колледжа Лондона и Бенджамин Маррей из Университета Лидса в двух не зависимых друг от друга экспериментах получили лёд Iс из льда XVII, а также из гидрата водорода высокого давления (англ. high-pressure hydrogen hydrate).
Обычный водный лёд относится по номенклатуре Бриджмена ко льду Ih. В лабораторных условиях (при разных температурах и давлениях) были созданы разные модификации льда: от льда II до льда XIX.